# Carl Meeus
Pour les articles homonymes, voir Meeus.
Carl Meeus est un journaliste français né le 2 février 1967 à Neuilly-sur-Seine.

## Biographie
Carl Meeus suit ses cours au lycée Sainte-Croix de Neuilly avant de poursuivre ses études à Sciences Po, dont il sort diplômé en 1989. Il débute au Figaro Économie en 1990, puis passe au service politique du quotidien en 1996. Il rejoint la rédaction du Point en 1999 et devient chef du service politique. En 2007, il rejoint Le Figaro Magazine en tant que rédacteur en chef adjoint. Il devient en 2010 rédacteur en chef du service politique.
Il est chroniqueur à l'émission L'Info du Vrai, présentée par Yves Calvi sur Canal +.
Il participe régulièrement aux émissions Points de vue et Les Décrypteurs sur Le Figaro Live, et sur C dans l'air (France 5).

## Publications
- avec Marie-Ève Malouines, La Madone et le Culbuto, Paris, Fayard, 2006, 360 p. (ISBN 2-213-62354-6) puis Ségolène Royal, l'insoumise, Fayard, 2007[1].
- avec Michaël Darmon, Au plus près du Président. Images de campagne, Paris, Éditions du Moment, 2007, 158 p. (ISBN 978-2-35417-014-1)photos par Élodie Grégoire et Jean-Luc Luyssen
- Le président du temps perdu, Stock, 2016